# Prekop Gabriella
Prekop Gabriella (Budapest, 1947. február 12. –) Balázs Béla-díjas magyar műfordító, dramaturg.

## Életpályája
Szülei: Prekop Dezső és Papp Gabriella. 1965–1970 között az Eötvös Loránd Tudományegyetem Bölcsészettudományi Kar (ELTE BTK) angol-magyar szakos hallgatója volt. 1970-től műfordító. 1970–1979 között a Pannónia Filmstúdió szinkrondramaturgja volt. 1979–1999 között a Magyar Televízió drámai főszerkesztőségének dramaturgja volt. 1988–1992 között az angliai The National Film and Television School vendégtanára volt. 1994 óta az EU-Media Program forgatókönyvírói tanácsadója.

## Műfordításai
- A. Szamarakisz: A hiba (regény, 1974)
- M. Cowley: Az amerikai író természetrajza (1976)
- Upton Sinclair: Olaj! (regény, 1979)
- C. P. Snow: A bölcsesség kora (regény, 1978)
- Anthony Burgess: Egy tenyér ha csattan (1979)
- Joan Didion: Imádságoskönyv (1981)
- John Mortimer: Will Shakespeare (1980)
- Joyce Carol Oates: Áldatlan szerelmek (regény, 1983)
- L. Olivier: Egy színész vallomásai (önéletrajz, 1985)
- Stephen King: A ragyogás (regény, 1986)
- Victor Sawdon Pritchett: A hasraesés művészete. Válogatott elbeszélések (1986)
- S. Gray: Kicsengetés. Négy dráma (1988)
- B. Pym: Barátnők és ballépések (1988)
- Joyce Carol Oates: Tégy velem, amit akarsz (regény, 1987)
- Joyce Carol Oates: Napforduló (regény, 1989)
- Arthur Miller: Kanyargó időben (önéletrajzi regény, 1990)
- M. Korda: Gloria (Nemes Ágnessel, Sarlós Zsuzsával, 1990)
- M. C. Smith: Gorkij park (1991)

## Színházi munkái
A Színházi Adattárban regisztrált bemutatóinak száma: szerzőként: 1; fordítóként: 79.

### Szerzőként
- A Zöld kakadu (1986)

### Műfordítóként
- Phelan: Váltóőrök (1980)
- Watkins: Chicago (1980-1981, 1986, 1989-1990, 1994, 1998-2004, 2006, 2008-2009)
- Hamilton: Gázláng (1983, 1996, 1999, 2001, 2003)
- Fielding: Lakat alá a lányokkal (1983, 1986)
- Comden-Geen: Taps (1985)
- Levin: Veronica szobája (1987)
- Goldman: Az oroszlán télen (1987, 1995, 2002-2003)
- Glowacki: Svábbogárvadászat (1989)
- Russell: Rita és Frank (1990)
- Coward: Forgószínpad (1991, 2002, 2008)
- Taylor: Ali Baba és vagy negyven gengszter (1991)
- Kessler: Ne hagyj el! (1992)
- Frisby: Lány a levesemben (1992)
- Dorfman: A halál és a leányka (1992, 1997, 2005-2006, 2009)
- Harling: Acélmagnóliák (Nők a búra alatt) (1992, 1997-1998, 2002, 2006, 2011, 2013)
- Davis: Grand hotel (1993)
- Mamet: Oleanna (1994, 2008)
- Gems: Piaf (1995)
- Albee: Három magas nő (1995)
- Osborne: Redl (1995)
- Schnitzler: Beláthatatlan táj (1998)
- Gems: Marlene (2000)
- Bennett: Hölgy a furgonban (2000)
- McNally: Frankie és Johnny (Krumplirózsa) (2001, 2011)
- McNally: A pókasszony csókja (2001)
- Sherman: Rose - Másrészt viszont... (2002)
- Gray: A játék vége (2003)
- Marriott-Foot: Csak semmi szexet kérem...! (2006, 2009, 2011)
- Allen: Riverside Drive (2006)
- Allen: Central Park West (2006)
- Maugham: Szerelmi körutazás (2006-2007)
- Harling: Szépségszalon (2009)
- Almodóvar: Mindent anyámról (2010)

## Filmjei
| - Pygmalion (1938) (1978) - Moby Dick (1956) (1970) - Tisztes úriház (1957) (1972) - Orfeusz alászáll (1959) (1976) - A legyek ura (1963) (1979) - Diploma előtt (1967) (1975) - Amerikai éjszaka (1973) (1976) - Kínai negyed (1974) (1979) - Pénzt, vagy életet! (1974) (1976) - Egy romantikus angol nő (1975) (1976) - A dominó-elv (1977) (1978) | - A Danton-ügy (1978) - Nagyvizit (1981) - Mária-nap (1984) - Lenkey tábornok (1985) - Kaviár és lencse (1985) - Redl ezredes (1985) - Földi kacaj (1986) - A nagymama (1986) - A nap lovagja (1987) - Illatszertár (1987) - Dráma a vadászaton (1987) - Hanussen (1988) - Fűszer és csemege (1988) - Tihamér (1989) - Levelek a zárdából (1989) - Édes Anna (1990) - Találkozás Vénusszal (1991) - Pénzt, de sokat! (1991) - Júdea helytartója (1991) - Boldog ünnepeink (1991) - Édes Emma, drága Böbe - vázlatok, aktok (1992) - Glóbusz (1993) - A párduc és a gödölye (1995) - Szarajevó kávéház (1995) - Szabadság tér '56 (1997) - Házikoszt (1997) - A napfény íze (1999) - A mi szerelmünk (2000) - Szembesítés (2001) - VII. Olivér (2001) - A boldogság színe (2003) - Gázláng (2004) |